# John Gielgud
Sir Arthur John Gielgud (South Kensington (Londen), 14 april 1904 - Wotton Underwood (Engeland), 21 mei 2000) was een Engels toneel- en filmacteur. 
Hij wordt door velen beschouwd als een van de grootste acteurs van zijn tijd. Hij is vooral bekend om zijn vele rollen in stukken van Shakespeare. Zijn vruchtbare carrière van toneelacteur en -regisseur overspande zeventig jaar (1921-1990).

## Leven en werk
John Gielgud is de achterneef van de beroemde toneelactrice Ellen Terry en een achterkleinzoon van de Poolse toneelactrice Aniela Aszpergerowa. Na de Westminster School te hebben afgerond ging hij studeren aan de Royal Academy of Dramatic Art (1922). Zijn acteercarrière vlotte voorspoedig en hij speelde op jonge leeftijd al in klassieke rollen. Op zijn vijfentwintigste maakte Gielgud zijn debuut in the Old Vic en een jaar later speelde hij Hamlet. 
Vanaf de jaren dertig speelde Gielgud ook af en toe in films. De belangrijkste was de spionagethriller Secret Agent (1936) van Alfred Hitchcock. Tijdens de jaren veertig was hij amper op het witte doek te zien, tijdens de jaren vijftig iets meer, onder meer in de Shakespeareverfilmingen Julius Caesar (Joseph L. Mankiewicz, 1953) en Richard III (Laurence Olivier, 1955).
Zijn hart lag immers vooral bij het theater. Daardoor trouwens was de concurrentie met Laurence Olivier, die zich meer op films richtte, minimaal. Ook toen de toneelwereld door de jaren heen veranderde, veranderde Gielgud mee. Zo was hij te zien in verscheidene stukken van Harold Pinter.
Gielgud was homoseksueel. In 1953 werd hij daardoor veroordeeld voor obsceen gedrag. In plaats van dat hij werd verworpen door het publiek, kreeg hij bij zijn eerstvolgende verschijning op het toneel een staande ovatie.
In 1953 werd Gielgud geridderd. In 1977 werd hij opgenomen in the Order of the Companions of Honour en in 1996 kreeg hij de Order of Merit.
Pas toen hij de zestig al voorbij was, vanaf de helft van de jaren zestig, ontwikkelde hij een steeds drukkere filmcarrière. Vermeldenswaardige films waren onder meer Chimes at Midnight, een op Shakespeare-personage John Falstaff geënt drama (Orson Welles, 1965) en Prospero's Books (1991), Peter Greenaway's avant-garde-verfilming van een stuk van Shakespeare. Voorts de drama's Providence (Alain Resnais, 1977), de historische drama's The Elephant Man (David Lynch, 1980), Chariots of Fire (Hugh Hudson, 1981) en Elizabeth (Shekhar Kapur, 1998), en de biografische drama's Gandhi (Richard Attenborough, 1982) en Shine (Scott Hicks, 1996).
John Gielgud is een van de negen personen die zowel een Grammy, een Emmy, een Oscar en een Tony Award hebben gewonnen. In 1961 kreeg hij een Tony voor de beste dramaregisseur voor Big Fish, Little Fish, in 1979 een Grammy voor beste ingesproken documentaire of drama voor Ages of Man, in 1981 de Oscar voor beste mannelijke bijrol voor zijn rol van (kamer)dienaar in de komedie Arthur en in 1991 de Emmy voor beste hoofdrolspeler in een miniserie of special voor Summer's Lease.
In de jaren tachtig was Gielgud te zien in de televisieserie Brideshead Revisited. In 1994 werd de naam van het Globe Theatre op West End veranderd in Gielgud Theatre, ter gelegenheid van de negentigste verjaardag van de acteur.
John Gielgud stierf een natuurlijke dood in mei 2000. Hij is 96 jaar oud geworden. Martin Hensler, die meer dan 25 jaar zijn levenspartner was, stierf slechts enkele maanden eerder.
Hij speelde tot vlak voor zijn dood nog in films en toneelstukken: zijn laatste filmrol was Catastrophe, een filmbewerking van het gelijknamige stuk van Samuel Beckett. De filmproductie werd enige weken voor zijn dood voltooid.

## Filmografie (selectie)
- 1936 - Secret Agent (Alfred Hitchcock)
- 1941 - The Prime Minister (Thorold Dickinson)
- 1953 - Julius Caesar (Joseph L. Mankiewicz)
- 1954 - Giulietta e Romeo (Renato Castellani)
- 1955 - Richard III (Laurence Olivier)
- 1956 - Around the World in Eighty Days (Michael Anderson)
- 1957 - Saint Joan (Otto Preminger)
- 1964 - Becket (Peter Glenville)
- 1965 - The Loved One (Tony Richardson)
- 1965 - Chimes at Midnight (Orson Welles)
- 1968 - The Shoes of the Fisherman (Michael Anderson)
- 1968 - The Charge of the Light Brigade (Tony Richardson)
- 1969 - Oh! What a Lovely War (Richard Attenborough)
- 1973 - Lost Horizon (Charles Jarrott)
- 1974 - Murder on the Orient Express (Sidney Lumet)
- 1975 - Galileo (Joseph Losey)
- 1977 - Joseph Andrews (Tony Richardson)
- 1977 - Providence (Alain Resnais)
- 1978 - Murder by Decree (Bob Clark)
- 1979 - Caligula (Tinto Brass)
- 1979 - The Human Factor (Otto Preminger)
- 1980 - De dirigent (Andrzej Wajda)
- 1980 - The Elephant Man (David Lynch)
- 1980 - The Formula (John G. Avildsen)
- 1981 - Sphinx (Franklin J. Schaffner)
- 1981 - Lion of the Desert (Moustapha Akkad)
- 1981 - Arthur (Steve Gordon)
- 1981 - Chariots of Fire (Hugh Hudson)
- 1982 - Gandhi (Richard Attenborough)
- 1983 - The Wicked Lady (Michael Winner)
- 1985 - The Shooting Party (Alan Bridges)
- 1985 - Plenty (Fred Schepisi)
- 1988 - Appointment with Death (Michael Winner)
- 1988 - Arthur 2: On the Rocks (Bud Yorkin)
- 1991 - Prospero's Books (Peter Greenaway)
- 1992 - Shining Through (David Seltzer)
- 1992 - Swan Song (Kenneth Branagh) (korte film)
- 1992 - The Power of One (John G. Avildsen)
- 1995 - First Knight (Jerry Zucker)
- 1995 - Haunted (Lewis Gilbert)
- 1996 - The Portrait of a Lady (Jane Campion)
- 1996 - Hamlet (Kenneth Branagh)
- 1996 - Shine (Scott Hicks)
- 1998 - Elizabeth (Shekhar Kapur)
- 1998 - Quest for Camelot (Frederik Du Chau) (stem)

## Voetnoten
1. ↑  "John Gielgud, (Sir Arthur)." International Dictionary of Theatre, Volume 3: Actors, Directors, and Designers. St. James Press, 1996.

- Bibsys: 90074474
- Biblioteca Nacional de España: XX1259829
- Bibliothèque nationale de France: cb13894453g (data)
- Catàleg d'autoritats de noms i títols de Catalunya: 981058512794706706
- CiNii: DA03129466
- Gemeinsame Normdatei: 134591968
- International Standard Name Identifier: 0000 0001 2276 5328
- KulturNav: 3c83ccc4-eb91-420b-9aec-ec4ff3d867ec
- Library of Congress Control Number: n80049919
- Nationale Bibliotheek van Letland: 000017762
- MusicBrainz: cfd9af15-def1-4b21-b730-348a24469860
- Nationale Bibliotheek van Tsjechië: jn19990002667
- Nationale bibliotheek van Australië: 35123048
- Nationale Bibliotheek van Israël: 987007596868605171
- Nationale Bibliotheek van Polen: a0000001178937
- Nationale en Universitaire bibliotheek Zagreb: 000477710
- Nederlandse Thesaurus van Auteursnamen: 070508453
- Réseau des bibliothèques de Suisse occidentale: 02-A022253194
- LIBRIS: 272032
- SNAC: w6kh0q39
- Système universitaire de documentation: 060256982
- Trove: 833134
- Virtual International Authority File: 12491400
- WorldCat: E39PBJvRYvYyfwGGJBTxwrjXBP